# Sivaelurus
Sivaelurus és un gènere extint de mamífers carnívors de la família dels fèlids que visqueren a l'Europa occidental i el subcontinent indi durant el Miocè. Se n'han trobat restes fòssils a La Grive-Saint-Alban (França) i la formació de Chinji (Pakistan). Fou considerat un tàxon monotípic fins al 2020, quan un estudi hi transferí l'espècie fins aleshores classificada com a Miopanthera lorteti. S. chinjiensis era més gros que S. lorteti. Tant l'un com l'altre eren més primitius que Palaeopanthera pamiri. El nom genèric Sivaelurus significa ‘gat de Xiva’.